# VMFA-242
242ème Escadron de chasseur d'attaque (USMC)
Le Marine Fighter Attack Squadron 242 ou VMFA-242 est un escadron de chasseurs d'attaque F-35 Lightning II du Corps des Marines des États-Unis, actuellement composé d'avions de combat furtifs STOVL F-35 Lightning II. Connu sous le nom de "Bats", l'escadron est basé à la Marine Corps Air Station Iwakuni au Japon et relève du commandement du Marine Aircraft Group 12 (MAG-12) et de la 1st Marine Aircraft Wing (1st GMAW). Leur code de queue est DT et leur indicatif d'appel radio est "Profane".

## Historique

### Origine

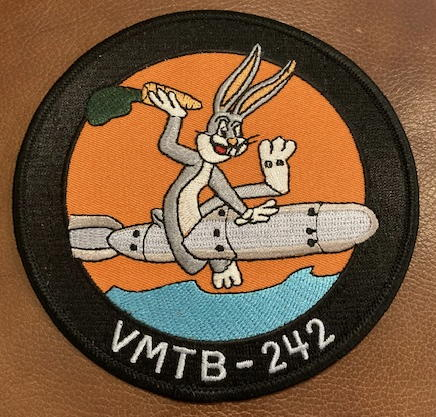
Insigne du VMTB-242

Le Marine Torpedo Bombing Squadron 242 (VMTB-242) a été mis en service le 1er juillet 1943 à la Marine Corps Air Station El Centro, en Californie. L'escadron a commencé à s'entraîner sur le TBM Avenger. L'escadron a quitté San Diego le 28 janvier 1944 à bord du porte-avions d'escorte USS Kitkun Bay.Il est arrivé à Espiritu Santo dans le Pacifique Sud-Ouest le 15 février 1944. Il a combattu commençant dans les Îles Salomon du Nord, puis à la bataille de Saipan et à la bataille de Tinian, et enfin à la bataille d'Iwo Jima où il a effectué des patrouilles anti-sous-marines jusqu'à la fin de la Seconde Guerre mondiale. Le 5 novembre 1945, l'escadron quitta Guam pour San Diego et fut désactivé le 23 novembre 1945.

### Réactivation
Le 1er octobre 1960, à la Marine Corps Air Station Cherry Point, en Caroline du Nord, l'escadron a été réactivé en tant que Marine Attack Squadron 242 (VMA-242) aux commandes de l'A4D Skyhawk. Pendant la crise des missiles de Cuba en octobre 1962, le VMA-242 s'est déployé à la Naval Air Station de Key West, en Floride, et a maintenu une position prête jusqu'au retrait soviétique des armes offensives de Cuba. En septembre 1963, le VMA-242 embarqua pour le service avec le 1st Marine Aircraft Wing (1st MAW). L'escadron a opéré à partir du MCAS Iwakuni, au Japon, jusqu'à son retour au MCAS Cherry Point en septembre 1964, date à laquelle il est passé à l'A-6A Intruder et a été renommé Marine All-Weather Fighter Attack Squadron 242 (VMA(AW)-242). La formation de transition a été menée par le VA-42 (U.S. Navy) (en), l'escadron de remplacement de la flotte à la Naval Air Station Oceana, en Virginie.

### Guerre du Vietnam

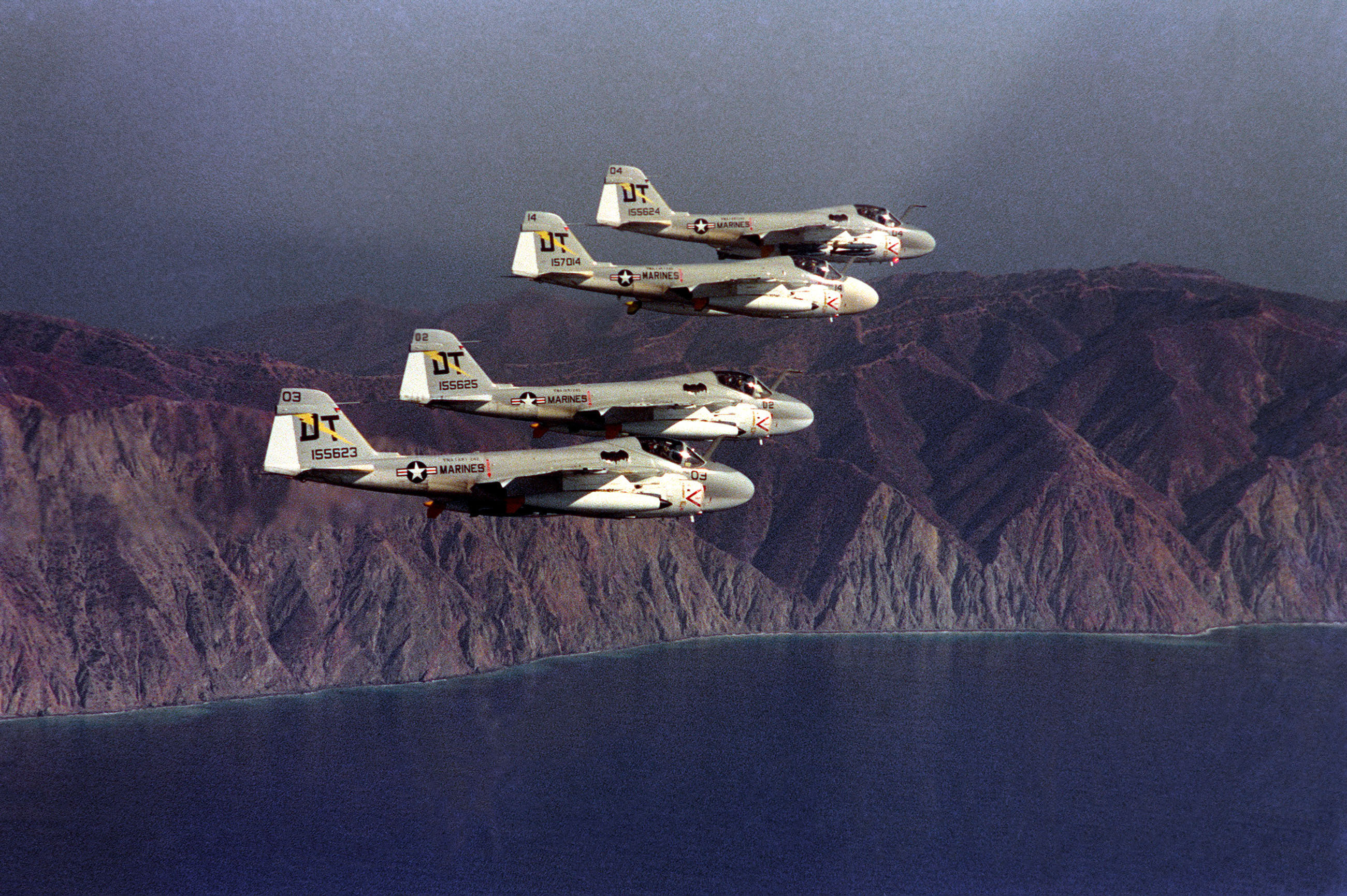
Quatre A-6A I8ntruder du VMA(AW)-242 en 1975

À la fin de 1966, le VMA(AW)-242 a rejoint le 1st MAW à la base aérienne de Da Nang, en République du Viêt Nam, pour participer à des opérations de combat contre le Việt Cộng et l'armée populaire vietnamienne, puis à l'Opération Rolling Thunder au nord du Vietnam jusqu'au départ de l'escadron du Vietnam fin avril 1971. L'escadron a continué à soutenir les forces alliées au Sud-Vietnam, ainsi que sorties aériennes contre la piste Hô Chi Minh au nord du Vietnam et au centre du Laos.

### L'après-Vietnam et les années 1980
Le VMA(AW)-242 est arrivé à la Marine Corps Air Station El Toro, en Californie, en mai 1971 et est devenu le premier escadron A-6A Intruder de la 3rd Marine Aircraft Wing. Après dix ans au MCAS El Toro, l'escadron  est de nouveau déployé à l'étranger au MCAS Iwakuni dans le cadre du programme de déploiement d'unité (UDP) de six mois. À son retour au MCAS El Toro le 22 avril 1981, le VMA(AW)-242 a commencé à recevoir le dernier modèle Intruder, le A-6E TRAM, en vue de son redéploiement au MCAS Iwakuni en avril 1982.
En août 1983, le VMA(AW)-242 a été le premier escadron de marine à se déployer sur le continent africain dans le cadre de l'Opération Eastern Wind  en Somalie.

### Années 1990

FA-18 Hornet du VMFA(AW)-242 en 2020

En août 1990, l'escadron s'est initialement déployé dans le cadre du MAG-70 dans le cadre de l'Opération Desert Shield, mais n'est pas allé plus loin que le MCAS Cherry Point car, à la dernière minute, il a été décidé de ne pas déployer l'escadron. Tous les avions de l'escadron ont été transférés aux escadrons de l'USMC et de l'USN, et ils sont retournés à El Toro pour commencer la transition vers le F/A-18D Hornet un mois plus tôt que prévu initialement.
Le 14 décembre 1990, le VMA(AW)-242 a été renommé Marine All Weather Fighter Attack Squadron 242 et a commencé sa conversion en F/A-18D Hornet. C'est lors de la transition vers le F/A-18D que l'escadron a adopté sa devise, « Mors ex tenebris ».

### La guerre mondiale contre le terrorisme

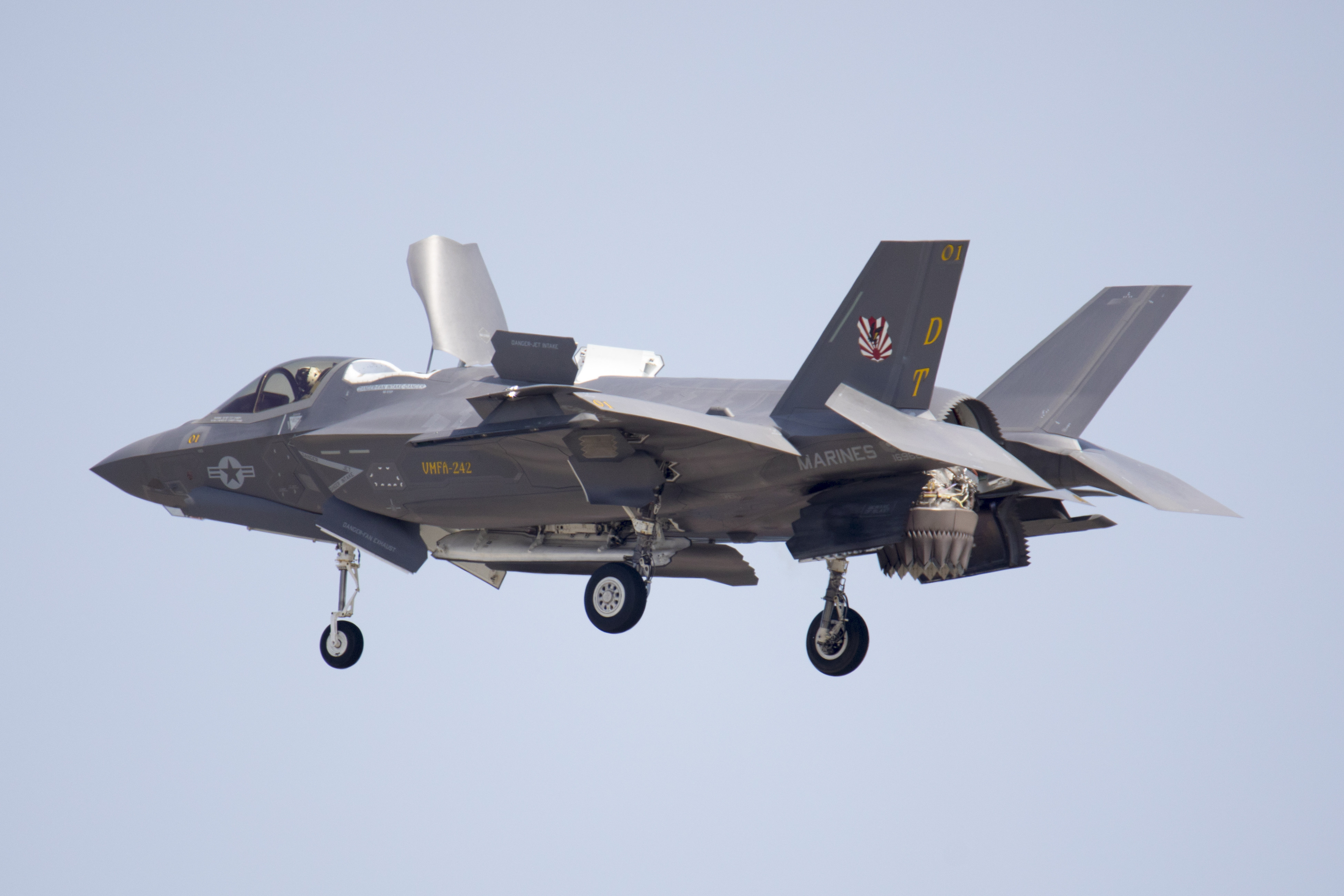
F-35B Lightning II du VMFA-242 en 2021

Du 4 août 2004 au 18 mars 2005, l'escadron a soutenu la guerre en Irak. Utilisant l'indicatif de combat "Profane", le  VMFA(AW)-242 a passé sept mois à voler depuis la base aérienne Al-Asad, en Irak. Il a fourni un appui aérien rapproché à la 1re division des Marines lors de l'Opération Phantom Fury.
En raison d'une réorganisation au sein de l'aviation maritime, VMFA(AW)-242 est passé du MAG-11 à MCAS Miramar au MAG-12 au MCAS Iwakuni en 2008.

### Années 2020
Le 16 octobre 2020 l'escadron a été renommé Marine Fighter Attack Squadron 242 (VMFA-242) après sa transition du F/A-18D Hornet au F-35B Lightning II. Le 3 octobre 2021, deux avions de l'escadron ont opéré depuis le pont d'envol du porte-avions japonais JDS Izumo pour tester des modifications récemment achevées de l'Izumo qui lui permettaient d'exploiter des F-35 Lightning II, et c'était la première fois depuis la Seconde Guerre mondiale que des avions à voilure fixe opéraient à partir d'un navire de guerre japonais.